# Transmutation (Mutatis Mutandis)
Transmutation (Mutatis Mutandis) är det första albumet av Bill Laswells omväxlande "supergrupp" Praxis. Detta album som är det första innehåller Buckethead på gitarr, Bootsy Collins på bas och sång, Brain  på trummor, Bernie Worrell på keyboard och DJ AF Next Man Flip på skivspelare och Mixerbord.

## Lålista
| Nr | Titel                                            | Längd |
| -- | ------------------------------------------------ | ----- |
| 1. | Blast/War Machine Dub                            | 3:51  |
| 2. | Interface/Stimulation Loop                       | 2:17  |
| 3. | Crash Victim/Black Science Navigator             | 3:42  |
| 4. | Animal Behavio                                   | 7:09  |
| 5. | Dead Man Walking                                 | 5:14  |
| 6. | Seven Laws of Woo                                | 5:05  |
| 7. | The Interworld and the New Innocence             | 6:29  |
| 8. | Giant Robot/Machines in the Modern City/Godzilla | 6:38  |
| 9. | After Shock (Chaos Never Died)                   | 16:20 |